# Altheim (Münster)
Altheim ist ein Ortsteil von Münster (Hessen) im südhessischen Landkreis Darmstadt-Dieburg. Historisch wurde zeitweise auch der Name „Spitzaltheim“ verwendet.

## Geographische Lage
Altheim liegt vier Kilometer nordöstlich von Dieburg südlich der B26, die den Ort von der nördlich gelegenen Kerngemeinde Münster trennt auf der flachen Ebene des Naturraums Gersprenzniederung in der Dieburger Bucht der Östlichen Untermainebene (Hanau-Seligenstädter Senke) auf 135 m ü. NHN. Westlich des Ortes fließt die Semme.

## Geschichte

### Ortsgeschichte

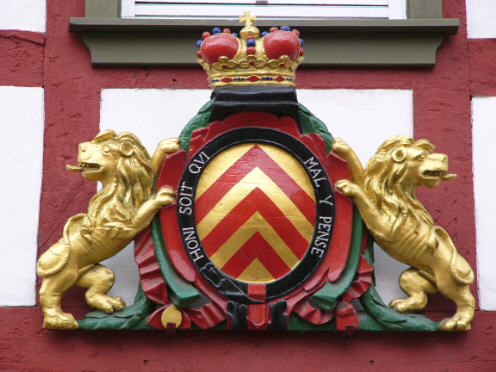
Hanauer Wappen am ehemaligen Gasthof "Zum Löwen" in Altheim. Der Hosenbandorden ("Honi soit qui mal y pense") ist aber eine freie Zutat

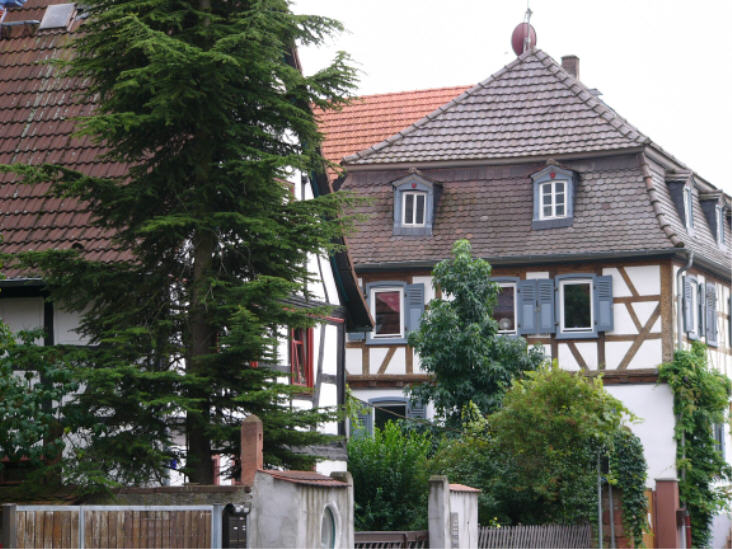
Altheimer Fachwerkhäuser

Die Ersterwähnung von Altheim stammt aus dem 12. Jahrhundert. 1357 ist Altheim als Lehen der Herren von Eppstein an die Familie der Gayling von Altheim belegt. 1318 hat Konrad Krieg von Altheim den Zehnten von Gottfried von Eppstein zu Lehen. 1500 ist Balthasar, Forstmeister von Gelnhausen im Besitz des Zehnten. Drei Adelsfamilien sind im Ort belegt: die Gayling von Altheim (seit 1254), die Krieg von Altheim (seit 1276) und die Schade von Altheim (seit 1342).
1527 tauschte Kurfürst Ludwig V. von der Pfalz die bisher pfälzische Hälfte von Altheim mit Graf Philipp III. von Hanau-Lichtenberg gegen die Hanauer Besitzungen zu Astheim und Trebur. Noch im gleichen Jahr erwarb Graf Philipp III. auch das bisherige Viertel des Erzbischofs von Mainz. 1542 gehört Altheim insgesamt zur Grafschaft Hanau-Lichtenberg, wo es dem Amt Babenhausen zugeordnet war.
Nach dem Tod des letzten Hanauer Grafen, Johann Reinhard III., kam es um das Amt Babenhausen fast zu einer kriegerischen Auseinandersetzung zwischen der Landgrafschaft Hessen-Kassel und der Landgrafschaft Hessen-Darmstadt. Beide Seiten besetzten mit ihrem Militär jeweils einen Teil des Amtes. Die Auseinandersetzung konnte erst nach einem langjährigen Rechtsstreit vor den höchsten Reichsgerichten 1771 durch einen Vergleich, dem sogenannten Partifikationsrezess, beendet werden. Danach fiel Altheim zusammen mit Dietzenbach, Harpertshausen, Schaafheim und Schlierbach an Hessen-Darmstadt, das daraus 1773 das Amt Schaafheim bildete.
Die Statistisch-topographisch-historische Beschreibung des Großherzogthums Hessen berichtet 1829 über Altheim:

„Altheim (L. Bez. Dieburg) auch Spitzaltheim; luth. Pfarrdorf, liegt 1 St. von Dieburg und 11⁄2 St. von Umstadt, und hat 140 Häuser und 868 Einw., die bis auf 17 Kath. und 59 Juden lutherisch sind. Die Einwohner führen besonders viel Gerste, Hirse, Flachs, Bohnen etc. aus. In der Gemarkung von Altheim liegt eine Mahl- und Oelmühle, so wie sich in derselben römische Grabhügel finden, unter denen der sogenannte Hainhügel der größte ist. Altheim war ursprünglich Eppensteinisches Lehen. Die Geilinge, die Schaden, die Kriegen, die von Wasen und Dorfelden waren Vasallen, und in den Besitz getheilt. Im Jahr 1527 erscheinen Churpfalz, Churmainz und die Familie Geiling mit Vogteilichkeit etc.; jenes mit der Hälfte dieses, und die Geilinge jedes mit 1⁄4. Zu dieser Zeit kaufte Graf Philipp von Hanau den pfälzischen und mainzischen Antheil, und vermuthlich damals auch das Geilingische 1⁄1. Im Jahr 1521 wurden gewisse Hanauische Berechtigungen und Antheile an Altheim zur Burg Babenhausen geschlagen. Nach dem Ausgang der Hanau-Lichtenbergischen Linie, 1736, nahm sowohl Hessen-Darmstadt als Hessen-Cassel, das Amt Babenhausen in Anspruch. In den Vergleichen von 1762 und 1771, kam aber Altheim an ersteres Haus. Im 30jährigen Krieg wurde das Dorf zweimal geplündert; das Letztemal von mehr als 8000 Polen.“

Am 31. Dezember 1971 wurde Altheim im Zuge der Gebietsreform in Hessen auf freiwilliger Basis in die Gemeinde Münster eingegliedert. Ein Ortsbezirk nach der Hessischen Gemeindeordnung wurden nicht errichtet.

### Verwaltungsgeschichte im Überblick
Die folgende Liste zeigt die Staaten und Verwaltungseinheiten, denen Altheim angehört(e):
- vor 1736: Heiliges Römisches Reich, Grafschaft Hanau-Lichtenberg, Amt Babenhausen
- 1736–1773: Strittig zwischen Landgrafschaft Hessen-Darmstadt und Landgrafschaft Hessen-Kassel
- ab 1773: Heiliges Römisches Reich, Landgrafschaft Hessen-Darmstadt (durch Vergleich mit Landgrafschaft Hessen-Kassel), Amt Schaafheim
- ab 1803: Heiliges Römisches Reich, Landgrafschaft Hessen-Darmstadt, Fürstentum Starkenburg, Amt Schaafheim
- ab 1806: Großherzogtum Hessen,[Anm. 2] Fürstentum Starkenburg, Amt Schaafheim[7]
- ab 1815: Großherzogtum Hessen[Anm. 3], Provinz Starkenburg, Amt Schaafheim
- ab 1821: Großherzogtum Hessen, Provinz Starkenburg, Landratsbezirk Dieburg[Anm. 4]
- ab 1832: Großherzogtum Hessen, Provinz Starkenburg, Kreis Dieburg
- ab 1848: Großherzogtum Hessen, Regierungsbezirk Dieburg
- ab 1852: Großherzogtum Hessen, Provinz Starkenburg, Kreis Dieburg
- ab 1871: Deutsches Reich, Großherzogtum Hessen, Provinz Starkenburg, Kreis Dieburg
- ab 1918: Deutsches Reich (Weimarer Republik), Volksstaat Hessen, Provinz Starkenburg, Kreis Dieburg
- ab 1938: Deutsches Reich, Volksstaat Hessen, Landkreis Dieburg[8][Anm. 5]
- ab 1945: Amerikanische Besatzungszone, Groß-Hessen, Regierungsbezirk Darmstadt, Landkreis Dieburg
- ab 1949: Bundesrepublik Deutschland, Land Hessen, Regierungsbezirk Darmstadt, Landkreis Dieburg
- ab 1945: Amerikanische Besatzungszone,[Anm. 6] Groß-Hessen, Regierungsbezirk Darmstadt, Landkreis Dieburg
- ab 1946: Amerikanische Besatzungszone, Land Hessen, Regierungsbezirk Darmstadt, Landkreis Dieburg
- ab 1949: Bundesrepublik Deutschland, Land Hessen, Regierungsbezirk Darmstadt, Landkreis Dieburg
- ab 1972: Bundesrepublik Deutschland, Land Hessen, Regierungsbezirk Darmstadt, Landkreis Dieburg, Gemeinde Münster[Anm. 7]
- ab 1977: Bundesrepublik Deutschland, Land Hessen, Regierungsbezirk Darmstadt, Landkreis Darmstadt-Dieburg, Gemeinde Münster

### Gerichte
Die zuständige Gerichtsbarkeit der ersten Instanz war:
- zum Zentgericht Dieburg gehörig
- ab 1821: Landgericht Umstadt
- ab 1879: Amtsgericht Groß-Gerau
- ab 1905: Amtsgericht Dieburg

### Historische Namensformen
In erhaltenen Urkunden wurde Altheim unter den folgenden Namen erwähnt (in Klammern das Jahr der Erwähnung): Alderheim (1137) (?); Altheim et Altheim (1189–1220); Kleinen Altheim (1318);  Altheim (1354); Großen Altheim (1357); Altheym (1376); Althem (1418); Altheim (1429); Altheyme (1443); Althem (1487); Althum (1490); Altem (1500); Spitzaltheim (1527); Spitzen Altheim (1582); Spitzaltheim (1688); Spitzaltheim (1806).

## Bevölkerung

### Einwohnerstruktur 2011
Nach den Erhebungen des Zensus 2011 lebten am Stichtag dem 9. Mai 2011 in Altheim  2589 Einwohner. Davon waren 108 (4,2 %) nicht deutscher Staatsangehörigkeit.
453 Einwohner waren unter 18 Jahren, 306 zwischen 18 und 29, 765 zwischen 30 und 49, 594 zwischen 50 und 64, 471 Einwohner waren 65 Jahre und älter.
Die Einwohner lebten in 1095 Haushalten. Davon waren 282 Singlehaushalte, 327 Paare ohne Kinder und 363 Paare mit Kindern, sowie 90 Alleinerziehende und 33 Wohngemeinschaften. In 210 Haushalten lebten ausschließlich Senioren und in 750 Haushaltungen leben keine Senioren.

### Einwohnerentwicklung
| • 1806: | 682 Einwohner, 118 Häuser |
| • 1829: | 868 Einwohner, 140 Häuser |
| • 1867: | 796 Einwohner, 140 Häuser |

| Altheim: Einwohnerzahlen von 1806 bis 2020 | Altheim: Einwohnerzahlen von 1806 bis 2020 | Altheim: Einwohnerzahlen von 1806 bis 2020 | Altheim: Einwohnerzahlen von 1806 bis 2020 | Altheim: Einwohnerzahlen von 1806 bis 2020 |
| --- | ------------------------------------------ | ------------------------------------------ | ------------------------------------------ | ------------------------------------------ |
| Jahr |                                            |                                            |                                            | Einwohner                                  |
| 1806 | 1806                                       |                                            | 682                                        | 682                                        |
| 1829 | 1829                                       |                                            | 868                                        | 868                                        |
| 1834 | 1834                                       |                                            | 865                                        | 865                                        |
| 1840 | 1840                                       |                                            | 854                                        | 854                                        |
| 1846 | 1846                                       |                                            | 871                                        | 871                                        |
| 1852 | 1852                                       |                                            | 898                                        | 898                                        |
| 1858 | 1858                                       |                                            | 853                                        | 853                                        |
| 1864 | 1864                                       |                                            | 791                                        | 791                                        |
| 1871 | 1871                                       |                                            | 770                                        | 770                                        |
| 1875 | 1875                                       |                                            | 807                                        | 807                                        |
| 1885 | 1885                                       |                                            | 759                                        | 759                                        |
| 1895 | 1895                                       |                                            | 748                                        | 748                                        |
| 1905 | 1905                                       |                                            | 842                                        | 842                                        |
| 1910 | 1910                                       |                                            | 817                                        | 817                                        |
| 1925 | 1925                                       |                                            | 778                                        | 778                                        |
| 1939 | 1939                                       |                                            | 739                                        | 739                                        |
| 1946 | 1946                                       |                                            | 1.170                                      | 1.170                                      |
| 1950 | 1950                                       |                                            | 1.259                                      | 1.259                                      |
| 1956 | 1956                                       |                                            | 1.175                                      | 1.175                                      |
| 1961 | 1961                                       |                                            | 1.178                                      | 1.178                                      |
| 1967 | 1967                                       |                                            | 1.268                                      | 1.268                                      |
| 1970 | 1970                                       |                                            | 1.325                                      | 1.325                                      |
| 1980 | 1980                                       |                                            | ?                                          | ?                                          |
| 1990 | 1990                                       |                                            | ?                                          | ?                                          |
| 2000 | 2000                                       |                                            | ?                                          | ?                                          |
| 2011 | 2011                                       |                                            | 2.589                                      | 2.589                                      |
| 2016 | 2016                                       |                                            | 2.662                                      | 2.662                                      |
| 2020 | 2020                                       |                                            | 2.584                                      | 2.584                                      |
| Datenquelle: Historisches Gemeindeverzeichnis für Hessen: Die Bevölkerung der Gemeinden 1834 bis 1967. Wiesbaden: Hessisches Statistisches Landesamt, 1968. Weitere Quellen: LAGIS; Gemeinde Munster:; Zensus 2011 |                                            |                                            |                                            |                                            |

### Historische Religionszugehörigkeit
| • 1829: | 792 lutheranische (= 91,42 %), 49 jüdische (= 5,65 %) und 17 katholische (= 1,96 %) Einwohner |
| • 1961: | 981 evangelische (= 83,28 %), 189 katholische (= 16,04 %) Einwohner                           |

### Religion

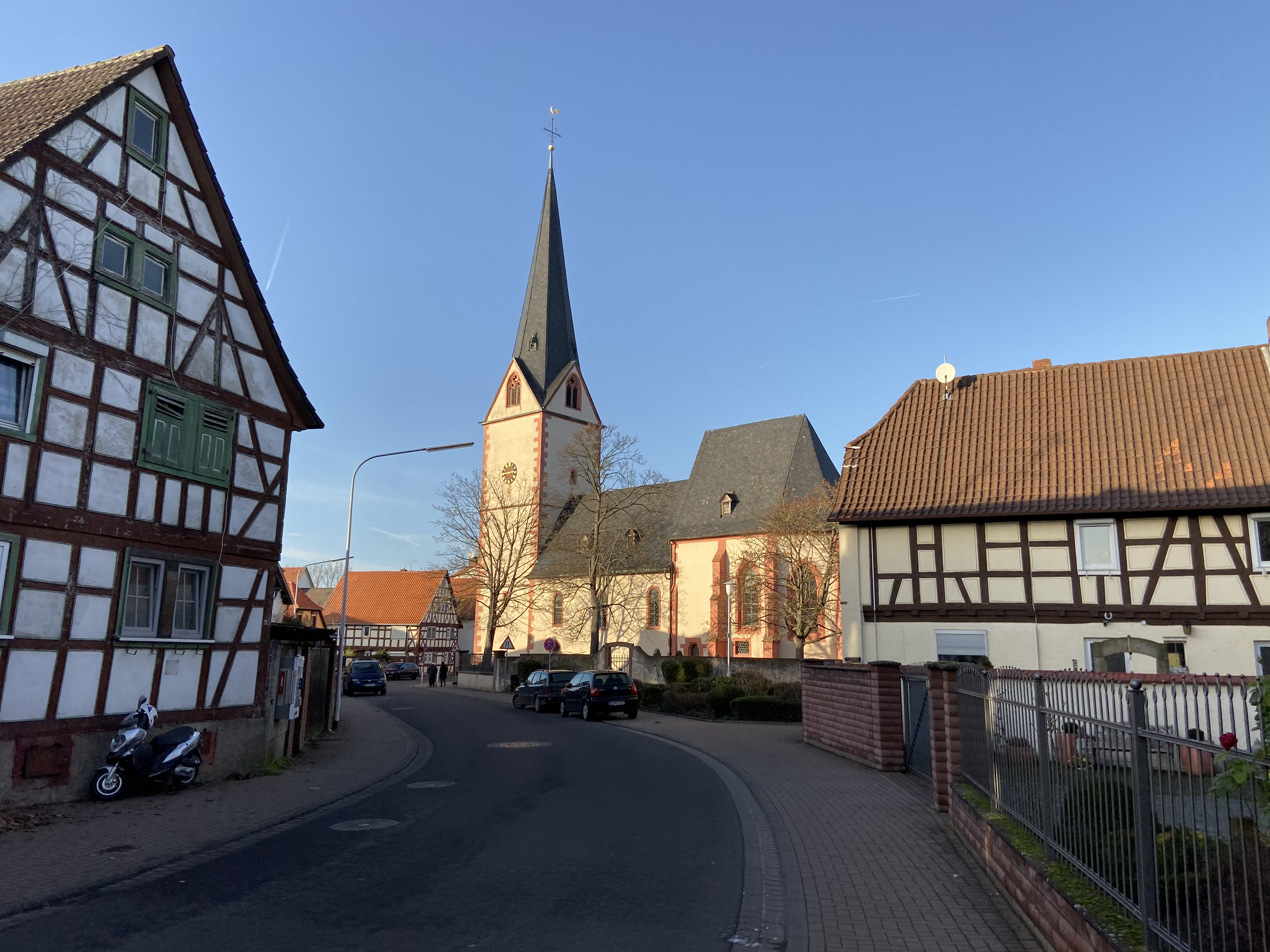
Die evangelische Kirche in Altheim

Der älteste Teil der Kirche stammt aus dem 10. Jahrhundert. Der 45 m hohe Turm wurde zwischen 1518 und 1520 errichtet. Von diesem Turm (Spitz-Älthemer Kirchturm) wurde in früheren Jahrhunderten der Name des Ortes Spitz-Altheim hergeleitet. Kirchliche Mittelbehörde war im Mittelalter das Archidiakonat St. Peter und Alexander in Aschaffenburg, Landkapitel Montat. Mit der Reformation wurde der Ort – wie die ganze Grafschaft Hanau-Lichtenberg – lutherisch.

## Wappen
Der neuzeitliche Wappenentwurf zeigt im Schild die drei roten Sparren auf goldenem Grund und verweist auf die lange Landesherrschaft des Hauses Hanau und dessen Wappen. Mittig befindet sich ein in grau (silber) gehaltener Krug auf schwarzem Schild. Dessen Bedeutung ist nicht ganz klar, da kein Bezug zu den drei ortsansässigen Adelsfamilien besteht, die eine silberne Hirschstange auf blauem Grund als Wappen hatten. Karl Ernst Demandt bemerkt dazu, dass das älteste Gerichtssiegel Altheims, abgedruckt 1528 und 1715, die Hanauer Sparren und dahinter einen Schöffen als Schildhalter wachsend mit einem Krug in der rechten Hand abbildet.  Er vermutet eine Wortanspielung auf das mit Beginn des 16. Jahrhunderts erloschene Ortsadelsgeschlecht der Krieg von Altheim. Der Wappenentwurf wurde daher unter Ausschaltung der nicht wappengemäßen Schildhalterfigur des Schöffen geschaffen, indem Wappen und das Symbol des Kruges vereinigt wurden.

## Regelmäßige Veranstaltungen
- Oktober: Kerb[14]

## Infrastruktur

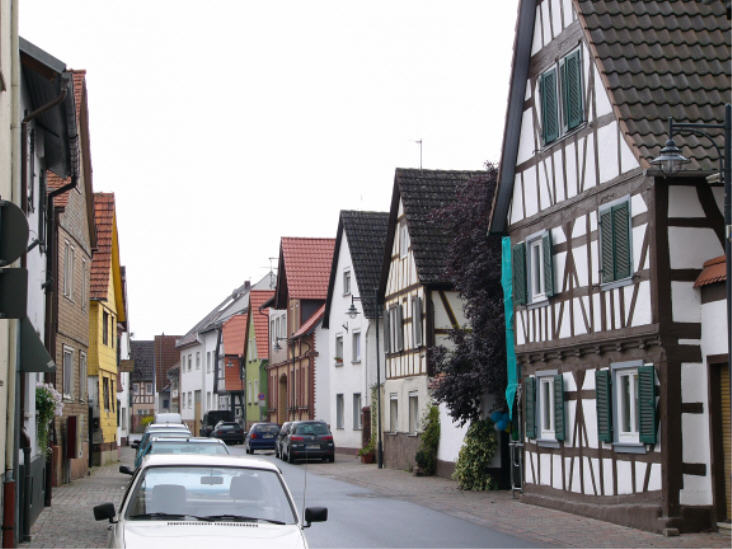
Die Hauptstraße von Altheim

Altheim besitzt ein neoklassizistisches Rathaus. Der Ort hat zwei eigene Kindergärten, einer wird von der Evangelischen Kirchengemeinde getragen, der andere ist der Naturkindergarten Blumenkinder. Zusätzlich hat Altheim eine Grundschule, die Regenbogenschule.
Die Hessische Ludwigsbahn errichtete die Rhein-Main-Bahn und nahm deren Betrieb 1858 auf. Altheim erhielt einen Haltepunkt im Abschnitt zwischen Darmstadt Ludwigsbahnhof (heute: Darmstadt Hauptbahnhof) und Aschaffenburg Hauptbahnhof. Er wurde ursprünglich unter der Bezeichnung Altheim in Betrieb genommen und 1904 in Altheim (Hessen) umbezeichnet. Heute wird die Bezeichnung Altheim (Hess.) verwendet.